# 耳掩
耳掩，是朝鲜王朝時期男人與女人冬天時為抵禦寒冷的帽飾，它最初是上層階級以及政府官員作為冬天時日常的帽子戴，但到後期波及婦女和平民。這種帽主要在朝鲜北方比較流行。
它是由帽頂延伸至下巴保護两邊臉頰。厚度4-7厘米，外層質地由緞至貂皮也有，内層一般由羊毛绒布组成。